# 安井息軒

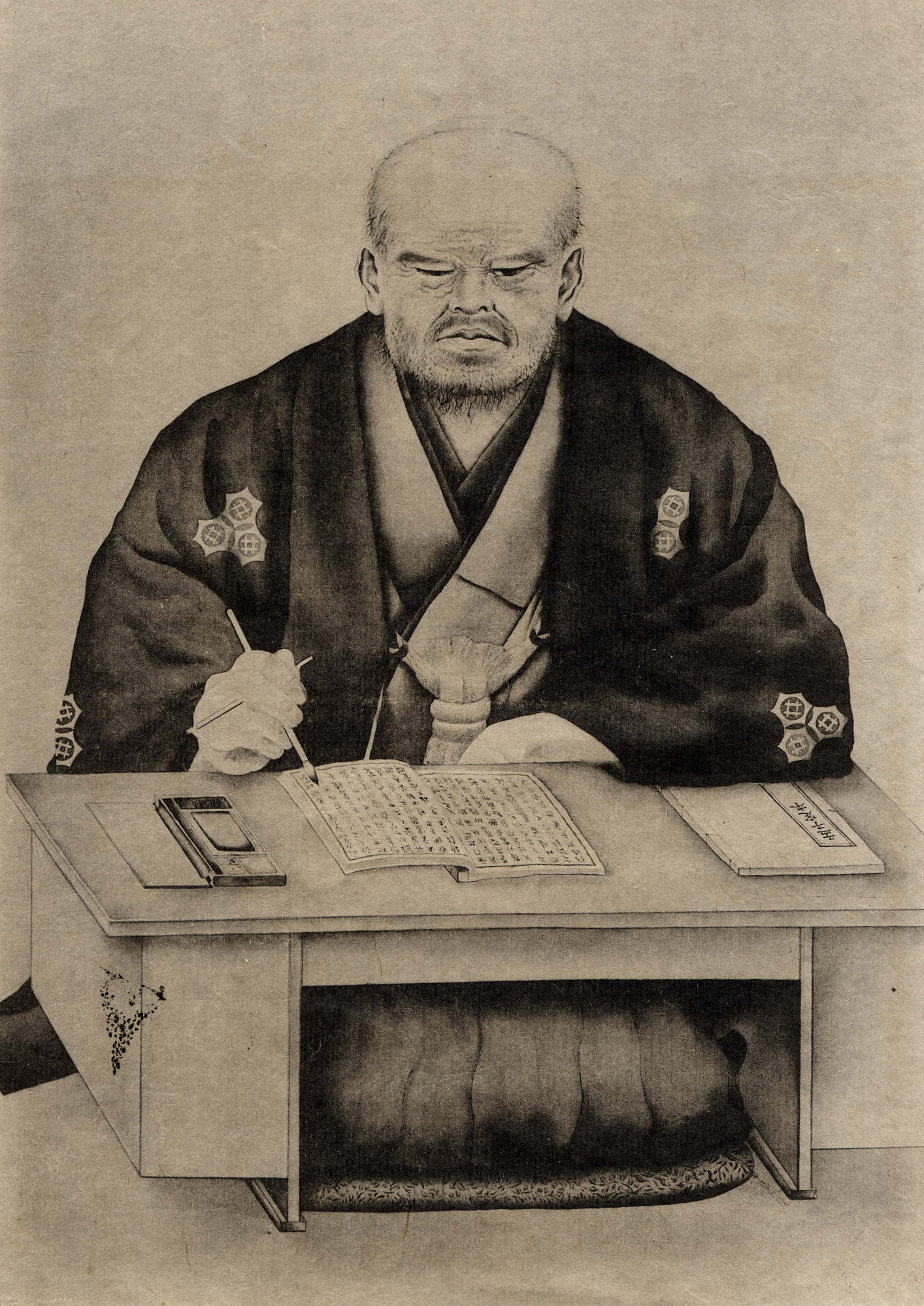
『讀書餘適・睡餘漫稿』より

安井 息軒（やすい そっけん、寛政11年1月1日〈1799年2月5日〉 - 明治9年〈1876年〉9月23日）は、江戸時代の儒学者。名は衡、字は仲平、息軒は号。日向国宮崎郡清武郷（現・宮崎県宮崎市）出身。飫肥藩士。その業績は江戸期儒学の集大成と評価され、近代漢学の礎を築いた。門下からは谷干城や陸奥宗光など延べ2000名に上る逸材が輩出された。妻の佐代は、森鷗外の歴史小説『安井夫人』のモデル。
「三計塾記」の「一日の計は朝にあり、一年の計は春にあり、一生の計は少壮の時にあり」という言葉が有名。

## 生涯
安井息軒は飫肥藩士・安井滄洲の次男として、清武郷中野（現・宮崎市）に生まれた。幼名は順作。家は代々飫肥藩主の伊東家に仕えた。
幼少の頃天然痘に罹り、顔面の疱瘡痕で片目が潰れた容貌になった。学者であった父の影響を受けて学問を志し、21歳の時、大坂の篠崎小竹、文化7年(1810年)江戸の昌平坂学問所で古賀侗庵に、また松崎慊堂に師事した。その頃塩谷宕陰（とういん）と並んで双璧と称された。
文政10年（1827年）、飫肥藩主伊東祐相に呼ばれ清武郷に帰り、侍読となり、川添佐代と結婚。郷校「明教堂」、藩校「振徳堂」で助読に任ぜられ、父と共に教鞭を執った。
藩主に重用され藩政に参与するようになるが、藩政改革を喜ばない保守派の忌避に遭い、天保8年（1837年）40歳の時、江戸に出た息軒は、芝増上寺の僧寮に入った。ここでさらに礼楽、兵制、刑法について深く考究するところがあった。天保9年（1838年）、家族と共に江戸に移住し、私塾「三計塾」を開く。「一日の計は……」はこの三計塾の設立主旨。文久2年（1862年）幕府に招かれて昌平坂学問所の儒官となり、禄二百俵を給された。
塩谷宕陰、木下犀潭、芳野金陵らと親しく交流するとともに「文会」を主宰し、互いに切磋琢磨する。「文会」には藤田東湖ら新進気鋭の学者らが次第に加わり、やがて時勢を論じ合う場に変化した。
黒船の来航による混乱の中、息軒は水戸藩儒であった藤田東湖を介して幕府攘夷派の中心人物であった水戸斉昭に意見を求められ、『海防私議』『靖海問答』などを上書するが、安政の大獄、斉昭の死により、意見が用いられることはなかった。
文久2年（1862年）には塩谷宕陰、芳野金陵らとともに幕府儒官を拝命し「文久三博士」と称される。
元治元年（1864年）、奥州塙代官に任命されるが高齢ゆえの周囲の反対により赴任せず免官。戊辰戦争に際して領家村（現埼玉県川口市領家）に疎開、『北潜日抄』（埼玉県指定有形文化財）を著した。
明治元年（1868年）、幕府崩壊により身分も飫肥藩籍に戻り、飫肥藩江戸屋敷で塾生の教育に尽力するも、明治5年（1872年）の学制発布により塾生は激減、自らも高齢により視力が衰え、四肢不自由となる。持ち前の不屈の精神で最後まで筆を離さず『睡余漫筆』を書き綴った。
明治9年（1876年）9月23日午後7時、77年の生涯を東京で終えた。墓所は東京・千駄木の養源寺にある（東京都史跡）。
大正4年（1915年）、従四位を追贈された。

## 史跡・関連施設

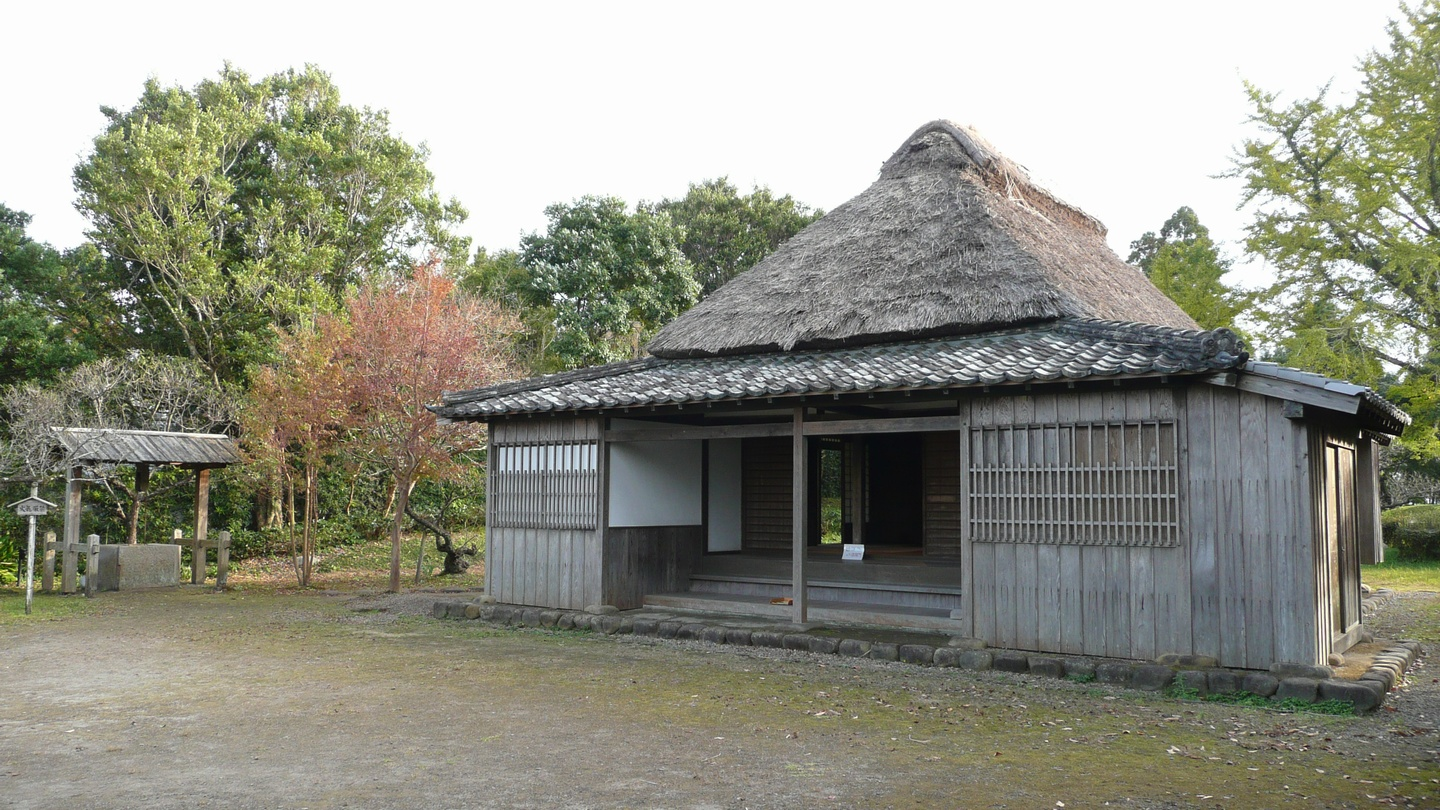
安井息軒旧宅

宮崎市清武町加納甲3376-1に「安井息軒旧宅」として生家が残る。旧宅としては宮崎県で唯一、国の史跡に指定されている。旧宅の庭の隅に「安井息軒先生誕生地」の記念碑があり、題字は徳川家達により書かれたものである。庭内にはまた安井息軒が自ら植えたとされる梅の木（息軒手植えの梅）が残っており、開花時期の2月11日に「安井息軒梅まつり」が毎年開催されている。旧宅の向かいには、息軒関係の資料を展示する「きよたけ歴史館」がある。
2014年2月改装工事が完成した宮崎市清武総合運動公園内の野球場には、「SOKKENスタジアム」の愛称がつけられている。同スタジアムは2013年より韓国プロ野球・斗山ベアーズ、2015年より日本プロ野球オリックス・バファローズのキャンプ地として利用される。

## 弟子
息軒の弟子は多く、明治時代に知事、大臣など高位高官になったもの、陸軍大将、中将、海軍少将、大学教授、漢学者などがおり、幕末の志士や西南戦争に組し割腹したものもいる。次に挙げる。
| - 谷干城 - 陸奥宗光 - 品川弥二郎 - 小中村清矩 - 渡邊昇 - 三浦安 - 三好退蔵 | - 島本仲道 - 世良修蔵 - 井田譲 - 黒田清綱 - 星野恒 - 松村介石 - 神鞭知常 | - 明石元二郎 - 雲井龍雄 - 石本新六 - 大東義徹 - 島村干雄 - 成瀬大域 - 草間時福 |

その他、晩年の弟子に外孫の安井小太郎がいる。

## 主な著書
- 『論語集説』 - 『論語』の注釈書
- 『左伝輯釈』 - 『春秋左氏伝』の注釈書
- 『管子纂詁』 - 『管子』の注釈書
- 『海防私議』 - 海防論
- 『靖海問答』
- 『北潜日抄』
- 『睡余漫筆』

## 伝記研究
- 町田三郎『松崎慊堂・安井息軒』明徳出版社〈叢書・日本の思想家〉、2016年。前者は小宮厚が担当